# 14 أبريل
- السبت
- الأحد
- الاثنين
- الثلاثاء
- الأربعاء
- الخميس
- الجمعة

- 2929 رمضان 1446  هـ
- 301 شوال 1446  هـ
- 312 شوال 1446  هـ
- 13 شوال 1446  هـ
- 24 شوال 1446  هـ
- 35 شوال 1446  هـ
- 46 شوال 1446  هـ
- 57 شوال 1446  هـ
- 68 شوال 1446  هـ
- 79 شوال 1446  هـ
- 810 شوال 1446  هـ
- 911 شوال 1446  هـ
- 1012 شوال 1446  هـ
- 1113 شوال 1446  هـ
- 1214 شوال 1446  هـ
- 1315 شوال 1446  هـ
- 1416 شوال 1446  هـ
- 1517 شوال 1446  هـ
- 1618 شوال 1446  هـ
- 1719 شوال 1446  هـ
- 1820 شوال 1446  هـ
- 1921 شوال 1446  هـ
- 2022 شوال 1446  هـ
- 2123 شوال 1446  هـ
- 2224 شوال 1446  هـ
- 2325 شوال 1446  هـ
- 2426 شوال 1446  هـ
- 2527 شوال 1446  هـ
- 2628 شوال 1446  هـ
- 2729 شوال 1446  هـ
- 2830 شوال 1446  هـ
- 291 ذو القعدة 1446  هـ
- 302 ذو القعدة 1446  هـ
- 13 ذو القعدة 1446  هـ
- 24 ذو القعدة 1446  هـ

14 أبريل أو 14 نيسان أو يوم 14 \ 4 (اليوم الرابع عشر من الشهر الرابع) هو اليوم الرابع بعد المئة (104) من السنة البسيطة، أو اليوم الخامس بعد المئة (105) من السنوات الكبيسة وفقًا للتقويم الميلادي الغربي (الغريغوري). يبقى بعده 261 يوما لانتهاء السنة.

## أحداث
- 43 ق.م - مارك أنطونيو يحاصر قاتل يوليوس قيصر دسيموس جونيوس بروتوس ألبينوس في مودنة ويهزم قوات القنصل «بانسا» والذي لقي مصرعه وذلك في معركة فورم غالورم.
- 1182 - افتتاح جامع إشبيلية الكبير، بعد عشر سنوات من البناء.
- 1699 - مولد ديانة السيخ في شمال الهند حسب التقويم الناناكشاهي.
- 1775 - بنجامين فرانكلين يؤسس أول جمعية أمريكية لمكافحة الرق.
- 1844 - اندلاع معارك عنيفة بين الجزائريين والفرنسيين في منطقة جبال الأوراس بقيادة أحمد باي، واستمرت المعارك عشرين يومًا.
- 1849 - المجر تستقل عن النمسا.
- 1894 - توماس إديسون يعرض «كاينتوسكوب» لعرض الصور المتحركة.
- 1883 - ألكسندر غراهام بل ينجح في إجراء أول مكالمة هاتفية بين مدينتين.
- 1909 - تأسيس شركة الأنجلوفارسية في لندن وذلك لاستغلال الثروة النفطية في إيران، وحصول المملكة المتحدة على امتياز تنقيب النفط فيها.
- 1912 - السفينة تايتانيك تصطدم بجبل جليدي في المحيط الأطلسي مما أدى إلى غرقها بعد أكثر من ثلاث ساعات في 15 أبريل.
- 1931 - سقوط الملكية في إسبانيا وإعلان الجمهورية الثانية.
- 1948 - عصابات الهاجاناه الصهيونية ترتكب مجزرة في «قرية ناصر الدين» في طبريا، حيث قتلت 50 فلسطينيًا من أصل 90 هم سكان القرية.
- 1956 - عرض أول «شريط فيديو» في مؤتمر المنظمة الوطنية للمذيعين.
- 1970 - انفجار خزان الأكسجين على مركبة الفضاء أبولو 13، مما أدى إلى دمار كبير في المركبة حتى أن رجوعها إلى الأرض كان أشبه بالمعجزة نظرًا لكمية الدمار الذي حل بالمركبة.
- 1976 - تأسيس المنظمة العربية لأبحاث الفضاء عرب سات.
- 1986 - الولايات المتحدة تقصف ليبيا انتقامًا لتفجير «ديسكو لابيل» في برلين الغربية الذي أدى إلى مقتل جندييين أمريكيين.
- 1989 - نينتندو تعلن عن إصدار أول جيم بوي.
- 2009 - الولايات المتحدة تخفف القيود المتعلقة بالسفر والتحويلات المالية مع كوبا بالنسبة للأمريكيين من أصل كوبي، والرئيس الكوبي الأسبق فيدل كاسترو يقول أن التحول في السياسة الأمريكية تجاه بلاده لم يشر من قريب أو بعيد إلى الإجراءات القاسية المتمثلة في الحصار الاقتصادي المفروض عليها منذ نحو 47 عامًا.
- 2010 - زلزال بقوة 6.9 على مقياس ريختر يضرب مقاطعة تشينخاي شمال غرب الصين ويؤدي إلى سقوط 300 قتيل وإصابة حوالي 8000 شخص، وكذلك إلى طمر عدد غير محدد من الأشخاص تحت المنازل المنهارة.
- 2011 - تشكيل حكومة سورية جديدة برئاسة عادل سفر خلفاً لحكومة محمد ناجي العطري.
- 2012 - مجلس الأمن يتبنى القرار 2042 القاضي بإرسال بعثة من 30 مراقباً إلى سوريا لمراقبة تطبيق وقف إطلاق النار.
- 2014 -
  - صحيفتا الغارديان البريطانية وواشنطن بوست الأمريكية تحصلان على جائزة بوليتزر لنشرهما الوثائق المسربة من قبل إدوارد سنودن.
  - الجيش السوري يستعيد السيطرة على بلدة معلولا قرب دمشق بعد خمسة أشهر من سيطرة مقاتلي المعارضة عليها.
- 2015 -
  - مجلس الأمن الدولي يعترف بشرعيَّة عمليَّة عاصفة الحزم عبر إقرار مشروع القرار العربي بشأن اليمن، الذي ينص على فرض عُقوبات على الحوثيين ومُطالبتهم بالانسحاب من المناطق التي سيطروا عليها.
  - الرئيس الأمريكي باراك أوباما يُعلن بداية العمل على إزالة كوبا من قائمة الدُول الدَّاعمة للإرهاب ضمن المساعي لِإعادة العلاقات الدبلوماسيَّة بين البلدين.
  - شركة نوكيا توافق على شراء شركة ألكاتل-لوسنت المُصنِّعة لمعدَّات الاتصالات مُقابل 15.6 مليار يورو، أي ما يُعادل 16.6 مليار دولار أمريكي.
- 2018 - القُوَّات الجويَّة الأمريكيَّة والبريطانيَّة والفرنسيَّة تقصفُ عدَّة مواقع تابعة لِلقوات المسلحة السورية ردًا على هجوم دوما الكيماوي، دون وقوع خسائر بشريَّة.
- 2024 - فيضانات تضرب معظم دول منطقة الخليج العربي، وأنباء عن وفاة 32 شخصاً وفقدان ثلاثة أشخاص.

## مواليد
- 1126 - ابن رشد، فيلسوف وطبيب وفقيه وقاضي وفلكي وفيزيائي مسلم أندلسي.
- 1629 - كريستيان هوغنس، عالم فيزياء ورياضيات هولندي.
- 1738 - وليم كافينديش بنتينك، رئيس وزراء المملكة المتحدة.
- 1906 - فيصل بن عبد العزيز آل سعود، ملك السعودية.
- 1907 - فرانسوا دوفالييه، رئيس هايتي.
- 1921 - توماس شيلينغ، اقتصادي أمريكي حاصل على جائزة نوبل في العلوم الاقتصادية عام 2005.
- 1925 - محمد الفيتوري، سياسي وحقوقي تونسي.
- 1927 - آلن ماكديرميد، عالم كيمياء نيوزيلندي حاصل على جائزة نوبل في الكيمياء عام 2000.
- 1929 - الشاذلي بن جديد، رئيس الجزائر.
- 1935 - سنية صالح، كاتبة وشاعرة سورية.
- 1941 - جولي كرستي، ممثلة إنجليزية.
- 1943 - فؤاد السنيورة، رئيس وزراء لبناني.
- 1954 - أمينة بنت محمد الخامس، أميرة علوية من الأسرة المالكة في المغرب.
- 1956 - بشار الجعفري، نائب وزير خارجية سوريا.
- 1961 -
  - روبرت كارليل، ممثل اسكتلندي.
  - مديحة الحيدري، ممثلة يمنية.
- 1964 -
  - صفاء الهاشم، سياسية كويتية.
  - تاكمي يامازاكي، ممثل أداء صوتي ياباني.
- 1971 - هاني الطباخ، ممثل كويتي.
- 1973 -
  - روبرتو أيالا، لاعب كرة قدم أرجنتيني.
  - أدريان برودي، ممثل أمريكي.
- 1977 - سارة ميشيل غيلار، ممثلة أمريكية.
- 1979 - نوي باماروت، لاعب كرة قدم فرنسي.
- 1983 - جيمس مكفادين، لاعب كرة قدم اسكتلندي.
- 1986 - مات ديربيشاير، لاعب كرة قدم إنجليزي.
- 1987 - إرفين هوفر، لاعب كرة قدم نمساوي.
- 1988 - فاسيليوس بلياتسيكاس، لاعب كرة قدم يوناني.
- 1996 - أبيجيل برسلين، ممثلة أمريكية.

## وفيات
- 1578 - إيرل بوثويل الرابع، زوج الملكة ماري ستيوارت.
- 1759 - جورج فريدريك هاندل، موسيقي ألماني إنجليزي.
- 1865 - أبراهام لينكون رئيس الولايات المتحدة الأمريكية السادس عشر.
- 1930 - فلاديمير ماياكوفسكي، كاتب روسي.
- 1935 - إيمي نويثر، عالمة رياضيات ألمانية.
- 1970 - رشيد حسين حمادة، قاضي وعالم دين درزي لبناني.
- 1979 - عبد العظيم الربيعي، فقيه وشاعر وكاتب إيراني.
- 1995 - فردوس حسن، ممثلة مصرية.
- 2012 - بييرماريو موروسيني، لاعب كرة قدم إيطالي.
- 2020 - حيدر باش، سياسي تركي.

## أعياد ومناسبات
- يوم أبجدية نكو، ذكرى الانتهاء من صياغة أبجدية نكو عام 1949.
- اليوم الأسود، احتفال للعازبين في كوريا الجنوبية.
- عيد الشباب في أنغولا.
- عيد اللغة الجورجية في جورجيا.

## وصلات خارجية
- النيويورك تايمز: حدث في مثل هذا اليوم.
- BBC: حدث في مثل هذا اليوم.